# Rikky von Opel
Frederick Von Opel, detto Rikky (New York, 14 ottobre 1947), è un pilota di Formula 1 liechtensteinese.
Ha preso parte a 14 gran premi validi per il campionato mondiale di Formula 1 tra il 1973 e il 1974. Non ha mai conquistato punti iridati.

## Biografia
Rampollo di una delle più importanti famiglie aristocratiche europee debuttò nella Formula Ford nel 1970, correndo con lo pseudonimo di Antonio Bronco, per evitare l'ostracismo della sua famiglia contraria. Passò poi alla Formula 3 per due stagioni (1971 e 1972) prima con una Lotus e poi con una Ensign. Con la scuderia di Mo Nunn nel 1973 Von Opel esordì in Formula 1. Corse 6 gare senza risultati.
Nel 1974, abbandonata la Ensign dopo i primi tre Gran Premi ai quali non riuscì a prender parte, guidò una Brabham in 4 Gran Premi ma per due volte non si qualificò. Ottenne il nono posto in Olanda e in Svezia.
Al termine della stagione decise di ritirarsi.
È stato l'unico pilota del Liechtenstein in Formula 1.

## Risultati in F1
| 1973 | Scuderia | Vettura |  |  |  |  |  |  |  |    |    |    |  |     |     |    |     | Punti | Pos. |
| ---- | -------- | ------- |  |  |  |  |  |  |  | -- | -- | -- |  | --- | --- | -- | --- | ----- | ---- |
| 1973 | Ensign   | N173    |  |  |  |  |  |  |  | 15 | 13 | NP |  | Rit | Rit | NC | Rit | 0     |      |

| 1974 | Scuderia       | Vettura    |    |  |  |     |     |    |   |   |    |  |  |  |  |  |  | Punti | Pos. |
| ---- | -------------- | ---------- | -- |  |  | --- | --- | -- | - | - | -- |  |  |  |  |  |  | ----- | ---- |
| 1974 | Ensign Brabham | MN174 BT44 | NP |  |  | Rit | Rit | NQ | 9 | 9 | NQ |  |  |  |  |  |  | 0     |      |

| Legenda | 1º posto     | 2º posto | 3º posto    | A punti         | Senza punti/Non class.  | Grassetto – Pole position Corsivo – Giro più veloce |
| Legenda | Squalificato | Ritirato | Non partito | Non qualificato | Solo prove/Terzo pilota | Grassetto – Pole position Corsivo – Giro più veloce |